# Igreja Greco-Católica Romena unida com Roma
A Igreja Greco-Católica Romena unida com Roma (Biserica Română Unită cu Roma, Greco-Catolică) ou Igreja Arcebispal Maior Romena é uma Igreja particular sui iuris de rito bizantino e língua romena dentro da comunhão da Igreja Católica.
Essa Igreja oriental católica tem origem em 1701 quando o bispo Atanasie Anghel de Alba Júlia, na Transilvânia submeteu-se à autoridade romana sob o decreto do Imperador Leopoldo I. Historicamente essa Igreja sofreu perseguições, como na era comunista, onde foi posta na ilegalidade e suas propriedades confiscadas. Também recebeu pressões tanto da Igreja Ortodoxa Romena como da Igreja Católica de Rito Latino, na Romênia.
A sede é a Arquieparquia de Făgăraş şi Alba Iulia em Blaj, com quatro eparquias sufragâneas na Roménia (Oradea Mare, Cluj-Gherla, Lugoj e Maramureş), servindo 737.900 (segundo o Anuário Pontifício de 2005) ou 191.556 fiéis (segundo o censo da Romênia em 2002). É actualmente governada por um Arcebispo Maior, Lucian Mureşan, juntamente com o seu Sínodo. Fora da Roménia, a Igreja Greco-Católica Romena tem também mais uma eparquia nos Estados Unidos da América, a Eparquia de São Jorge de Cantão, que está directamente subordinada à Santa Sé e que, mesmo assim, faz parte do Sínodo.
A simples existência da Igreja Greco-Católica Romena não significa que a Roménia não tenha católicos de rito latino.

## Ligações
- Página oficial (em romeno)
- Página da comunidade greco-católica romena em Madrid, Espanha (Web) (em romeno e espanhol)
- Página da comunidade greco-católica romena em Madrid, Espanha (Blog) (em romeno e espanhol)